# Teresa Palahí Juan
Teresa Palahí Juan   (Sant Gregori, 1964) és una empresària, secretària general de la fundació Organització Nacional de Cecs Espanyols (ONCE), reconeguda el 2020 com una de les 25 dones més influents d'Espanya pel seu treball per a fomentar la igualtat i erradicar la discriminació contra la discapacitat.

## Biografia
Palahí, es va especialitzar amb un màster en direcció i Administració d'Empreses realitzat a l'Institut d'Empresa de Madrid. Va continuar la seva formació a Madrid a l'escola d'intel·ligència emocional i la Universitat Rei Joan Carles en Coaching, Intel·ligència emocional i Programació neurolingüística, així com en programes per a directius en la IESE Business School.
Des de 1988 treballa en l'Organització Nacional de Cecs Espanyols (ONCE) passant per càrrecs amb diferent responsabilitat. Ha estat Consellera General, Delegada Territorial de Catalunya o vicepresidenta segona en el Consell General. Palahí desenvolupa el seu treball en les àrees de noves tecnologies, igualtat i serveis socials. Participa en campanyes de sensibilització social davant la discapacitat per a promoure la igualtat, així com el compromís amb les discriminacions cap a les dones amb diversitat funcional. Així en l'entrevista que li van fer sobre discapacitat i violència de gènere, al febrer de 2018, amb motiu del cicle de conferències realitzat a Alcalá de Henares per a celebrar el 80 aniversari de l'ONCE, Palahí va dir "tenim molt poques dades i les poques que tenim són escandaloses. Són necessàries actuacions tant per a conèixer i visibilitzar aquesta realitat com per a posar-li remei".
Actualment és secretària general de Fundació ONCE i participa com a consellera o membre en organitzacions com la Fundació CERMI Dones, el grup ILUNION o la fundació autisme Mes Casadevall. Palahí és comissionada de CERMIS autonòmics, membre del comitè de persones expertes de l'observatori sobre feminisme i discapacitat de la Fundació CERMI Dones, del consell d'administració de Servimedia S.A., dels consells consultius a la divisió sociosanitària i en l'empresarial de comercialització del grup ILUNION, entre d'altres. És sòcia de la seu espanyola del Fòrum internacional de dones (international woman fòrum Spain).

## Reconeixements
- 2009 premio excel·lència empresarial i professional de dones de negocis, per CMN (Cercle de Dones de Negocis).[6]
- 2012 premi internacional ESEEA (Espai Europeu d'Estudis Avançats) al lideratge.[7]
- 2014 premi internacional Madrid woman’s week Solidària.[8]
- a Espanya, segons l'Estudi dels 500 Espanyols més Influents realitzat per Merca2 i la Fundació Marquès d'Oliva.[2]
- 2020 entre les 500 dones més influents en revista Jo Dona.[9]
- 2021, 2013 i 2012 triada entre les Top 100 dones líders espanyoles en l'àmbit d'economia social, Mujeres@cia[10][11]